# Nova Scotia (album)
Nova Scotia è il terzo album del gruppo britannico dei Cousteau, pubblicato nel 2005. L'album è stato pubblicato negli Stati Uniti a nome dei Moreau, per ragioni legali.

## Tracce
1. Sadness - 3:06 -  (McKahey, Moore)
2. Sometime - 4:37 -  (McKahey, Peet, Peet)
3. She's Not Coming Back - 4:59 -  (Brown, McKahey)
4. There She Goes - 3:11 -  (Moor)
5. To Sail Away - 4:25 -  (Byrne, McKahey)
6. Echoes - 4:12 -  (McKahey, Moore)
7. Black Heart of Mine - 6:35 -  (McKahey)
8. Highly - 3:46 -  (McKahey, Peet)
9. Pia - 2:34 -  (McKahey)
10. Happening - 4:17 -  (McKahey, Moore, Peet)